# アウスランダー代数
数学において、代数Aのアウスランダー代数（アウスランダーだいすう、英: Auslander algebra）とは、直既約A加群の直和の自己同型環のことである。
定義は、アルティン代数Γがアウスランダー代数であるとは、gl.dimΓ≦2 かつΓの極小移入分解 0→Γ→I→J→K→0 についてIとJが射影Γ加群であることをいう。